# شارلي سكوت
شارلي سكوت (بالإنجليزية: Charlie Scott) مواليد 15 ديسمبر 1948 في نيويورك، هو لاعب كرة سلة أمريكي سابق بدأ مسيرته الاحترافية في سنة 1970 وحمل الرقم 33 و11. يبلغ طوله 6 قدم 5 بوصة (2.0 م). مثّل منتخب بلاده. شارك في مسابقة كرة السلة في الألعاب الأولمبية الصيفية. اعتزل اللعب في 1980.

## فرق لعب لها
- فينيكس صنز
- بوسطن سيلتكس
- لوس أنجلوس ليكرز
- دنفر ناغتس

## الميداليات
| الميدالية | المسابقة                       |
| --------- | ------------------------------ |
| ذهبية     | الألعاب الأولمبية الصيفية 1968 |

## روابط خارجية
- شارلي سكوت على موقع الاتحاد الدولي لكرة السلة (الإنجليزية)
- شارلي سكوت على موقع إن بي أي (الإنجليزية)
- شارلي سكوت على موقع سبورتس رفرنس (الإنجليزية)
- شارلي سكوت على موقع كلية كرة السلة في سبورتس رفرنس.كوم (الإنجليزية)
- شارلي سكوت على موقع ريلجم (الإنجليزية)
- شارلي سكوت على موقع بروبوليرز (الإنجليزية)
- شارلي سكوت على موقع قاعة المشاهير الجامعة الوطنية لكرة السلة (الإنجليزية)
- شارلي سكوت على موقع سبورتس رفرنس (الإنجليزية)
- شارلي سكوت على موقع أوليمبيديا (الإنجليزية)